# كماتشال بايين محلة (كيسم)
کماتشال بایین محلة (بالفارسية: کماچال پایین‌محله) هي قرية تقع في إيران في غيلان. يقدر عدد سكانها بـ 306 نسمة .